# Maintada
Maintada (en népalais : मैनतडा) est un comité de développement villageois du Népal situé dans le district de Surkhet. Au recensement de 2011, il comptait 11 187 habitants.